# LOVE & SOLDIER
『LOVE & SOLDIER』（ラブ・アンド・ソルジャー）は、日本の女性ローカルアイドルグループ・りんご娘の楽曲。2000年9月23日に発売された同グループのデビューシングルであり、グループの原点ともいえる作品。

## 背景とリリース
2000年7月に農業活性化を目的として結成され、「LOVE & SOLDIER」はプレデビューシングルとして限定メンバー（ジョナゴールド、ふじこ）により発売。その後、つがる・あさひ・あかね・北斗・紅夏の正式メンバーによって、同年9月23日に正式なデビューシングルとして発売された。

## 楽曲の特徴
本楽曲は、1970年代にブームしたディスコを意識したダンサブルなサウンドに、津軽弁やねぶた・ねぷたといった地元ネタを盛り込んだ歌詞が特徴的。
歌詞の内容には「都会のおなごもいいけど りんご娘もいいんじゃない？」「津軽はドラマティックなの」「ねぷたは夢の祭りなの」など、地域の魅力や方言を自然に織り込んだ表現が多くみられる。

## ミュージックビデオ
結成10周年を迎えた2010年以降にリアレンジ版が制作され、2020年にリリースされた結成20周年記念アルバム『Cool & Country』に収録された。
また、同年9月には弘前市の土手町商店街を背景に、ねぷたを引き連れて夜の街を歩く土手ぶらのシーンを盛り込んだMVも公開された。地元弘前の風景や文化を強く反映した映像となっており、地元の協力のもと制作された作品である。

## ライブにおける位置づけと変遷
「LOVE & SOLDIER」は、結成当初から重要なレパートリーとして位置づけられ、カルチュアロードやPOWER LIVEなどの代表的なイベントで披露される定番曲となっている。さらに、新メンバーが加入する際などには意識的に取り組まれ、グループにとって象徴的な楽曲として根強い人気を保っている。